# Adolphe Leseigneur
Pour les articles homonymes, voir Leseigneur.
Adolphe Leseigneur est un homme politique français né le 2 juillet 1795 à Saint-Valery-en-Caux où il est mort le 18 mai 1879.

## Biographie
Fils d'Abraham Leseigneur, député, armateur, il est député de la Seine-Maritime de 1842 à 1848, siégeant dans la majorité soutenant les ministères de la Monarchie de Juillet.

## Sources
- « Adolphe Leseigneur », dans Adolphe Robert et Gaston Cougny, Dictionnaire des parlementaires français, Edgar Bourloton, 1889-1891 [détail de l’édition]